# Hüniken
Hüniken är en ort och kommun i kantonen Solothurn, Schweiz. Kommunen har 160 invånare (2023).